# Hrabstwo Washington (Karolina Północna)
Hrabstwo Washington (ang. Washington County) – hrabstwo w stanie Karolina Północna w Stanach Zjednoczonych.

## Geografia
Według spisu z 2000 roku obszar całkowity hrabstwa obejmuje powierzchnię 424 mil2 (1098,15 km²), z czego 348 mil2 (901,32 km²) stanowią lądy, a 76 mile2 (196,84 km²) stanowią wody. Według szacunków United States Census Bureau w roku 2012 miało 12 736 mieszkańców. Jego siedzibą administracyjną jest Plymouth.

### Miasta
- Creswell
- Plymouth
- Roper

### Sąsiednie hrabstwa
- Hrabstwo Chowan (północ)
- Hrabstwo Perquimans (północny wschód)
- Hrabstwo Tyrrell (wschód)
- Hrabstwo Hyde (południowy wschód)
- Hrabstwo Beaufort (południowy zachód)
- Hrabstwo Martin (zachód)
- Hrabstwo Bertie (północny zachód)